# Mohamad Al-Bajit
Mohamad Al-Bajit –en árabe, محمد البخيت– (nacido el 22 de febrero de 1987) es un deportista jordano que compitió en taekwondo. Ganó una medalla de oro en los Juegos Asiáticos de 2006 en la categoría de –54 kg.

## Palmarés internacional
| Juegos Asiáticos | Juegos Asiáticos | Juegos Asiáticos | Juegos Asiáticos |
| Año              | Lugar            | Medalla          | Categoría        |
| ---------------- | ---------------- | ---------------- | ---------------- |
| 2006             | Doha (Catar)     | Medalla de oro   | –54 kg           |